# Campionat d'Europa d'escacs universitari
El Campionat d'Europa d'escacs universitari és un torneig d'escacs de les universitats europees. El 28 de març de 2015 a Zagreb (Croàcia) l'Associació Europea d'Esports Universitaris (EUSA) i l'European Chess Union varen signar l'acord que incloïa el reconeixement dels escacs com a esport i així formar part dels esdeveniments oficials que l'EUSA organitza. L'esdeveniment són dos campionats separats entre nois i noies en el format de partides ràpides de 25 minuts per partida més 10 segons per jugada.

## Quadre d'honor (masculí)
| Any  | Seu             | Or                 | Argent             | Bronze         |
| ---- | --------------- | ------------------ | ------------------ | -------------- |
| 2015 | Erevan, Armènia | Sanan Siuguírov    | Hovhannes Gabuzyan | Ivan Bukavxin  |
| 2016 | Zagreb, Croàcia | Hovhannes Gabuzyan | Zavèn Andriassian  | Maksim Chigaev |

## Quadre d'honor (femení)
| Any  | Seu             | Or                 | Argent         | Bronze              |
| ---- | --------------- | ------------------ | -------------- | ------------------- |
| 2015 | Erevan, Armènia | Daria Pustovoitova | Marta Bartel   | Dinara Saduakassova |
| 2016 | Zagreb, Croàcia | Adela Velikic      | Baira Kovanova | Jovana Eric         |